# 愛媛縣護國神社
愛媛縣護國神社（えひめけんごこくじんじゃ）は、愛媛県松山市にある護国神社。神紋は山桜花。拝殿には高松宮宣仁親王が揮毫した「護國」の額面が正面に掲げられている（昭和28年（1953年）の参拝時に奉納）。

## 祭神
戊辰戦争以来の愛媛県出身の戦没者のほか、軍属、女子学徒、看護婦、電話交換手、報国隊、義勇隊、富山丸・東予丸犠牲者、警察官・消防団・自衛隊等の公務殉職者、公共に尽くして県民に恩恵をもたらせた先賢諸士として加藤嘉明・藤堂高虎・久松定行・伊達秀宗をはじめとする各藩の藩主、足立重信、建武の新政から明治維新に至るまでに国事に殉じて贈位を受けた者、産業功労者として義農作兵衛、下見吉二郎、鍵谷カナ、文化人として尾藤二洲、近藤篤山、矢野玄道、正岡子規などを合祀し、49727柱を祀る。

## 参拝
年頭三が日の参拝は例年20万人で、県内の神社仏閣の中では一番である。
| 内訳           | 柱数      |
| -------------- | --------- |
| 戊辰の役       | 13        |
| 西南の役       | 70        |
| 竹橋事件       | 1         |
| 日清戦争       | 352       |
| 台湾守備       | 48        |
| 日露戦争       | 2813      |
| 第一次大戦     | 109       |
| 満州上海事変   | 61        |
| 大東亜戦争     | 45509     |
| （内陸軍）     | （38480） |
| （内海軍）     | （10496） |
| 社会文化功労者 | 6         |
| 軍属           | 34        |
| 報国隊         | 124       |
| 義勇隊         | 311       |
| 警察官         | 59        |
| 学徒挺身隊     | 31        |
| 自衛隊         | 2         |
| 消防団員       | 63        |
| 看護婦         | 11        |
| 電話交換手     | 15        |
| 公務員         | 2         |

## 歴史
- 明治32年（1899年）、現在の松山東警察署の場所に私祭招魂社として創建された。
- 大正02年（1913年）、愛媛県立農業学校の建設のため、多賀神社に遷された。
- 昭和14年（1939年）4月、内務大臣指定の愛媛縣護國神社となり、同年10月9日に現在地に遷座した。
- 昭和20年（1945年）7月、戦災により社殿焼失。
- 昭和26年（1951年）、復興のため造営に着手。
- 昭和30年（1955年）10月、竣工。
- 昭和41年（1966年）4月18日、昭和天皇、香淳皇后が第17回全国植樹祭に合わせて県内を行幸啓。護国神社が訪問先の一つとなった[1]。

連合軍占領下には神道指令により社号を御幸神社と改称。平和条約締結により、昭和27年（1952年）9月に社号を復称。

## 年中行事
| 日付          | 祭祀                       |
| ------------- | -------------------------- |
| 1月1日        | 歳旦祭                     |
| 1月3日        | 元始祭                     |
| 1月11日       | 新穀献納祭                 |
| 2月1日        | 節分祭                     |
| 2月11日       | 建國記念日祭               |
| 3月第1日曜    | 茶筌塔祭                   |
| 4月10日       | 春季慰霊大祭               |
| 5月5日        | 万葉祭                     |
| 6月30日       | 夏越祭                     |
| 8月13日～17日 | 万灯みたままつり           |
| 8月15日       | 終戦記念日祭               |
| 10月1日       | 華塚祭                     |
| 10月10日      | 秋季慰霊大祭               |
| 11月23日      | 新嘗祭                     |
| 12月23日      | 天長祭                     |
| 12月31日      | 古神札焼納祭・大祓・除夜祭 |
| 毎日          | 日供祭                     |
| 毎月1日       | 月旦祭・献花祭             |
| 毎月15日      | 中旬祭                     |
| 毎月末        | 合同御霊祭                 |
| 毎月第1日曜   | 献茶祭                     |
| 毎月第3日曜   | 献謡祭                     |

## アクセス
- 伊予鉄道市内電車赤十字病院前停留場下車、徒歩10分。

## 周辺施設
- 愛媛大学
- 松山大学
- 松山赤十字病院